# مولود اکلول
مولود اکلول (انگلیسی: Mouloud Akloul؛ زادهٔ ۱۸ مارس ۱۹۸۳) بازیکن فوتبال اهل فرانسه است.
از باشگاه‌هایی که در آن بازی کرده‌است می‌توان به باشگاه فوتبال ونس، باشگاه فوتبال الاتحاد کلبا، و باشگاه فوتبال ونکوور وایتکپس اشاره کرد.
وی همچنین در تیم ملی فوتبال زیر ۱۷ سال فرانسه بازی کرده‌است.